# Borstkruis van Sint-Servaas
Het borstkruis van Sint-Servaas, is een middeleeuws product van edelsmeedkunst, dat in de schatkamer van de Sint-Servaasbasiliek in Maastricht bewaard wordt, waar het deel uitmaakt van de zogenaamde Servatiana, voorwerpen die verbonden zijn met het leven van de heilige Servatius. Het betreft zowel een borstkruis als een reliekenkruis (staurotheek), hoewel het naast relikwieën van het Heilig Kruis ook andere relieken bevat. Het rijk versierde, maar niet geheel intacte kruis wordt traditioneel toegeschreven aan het zogenaamde Egbert-atelier van bisschop Egbert van Trier, waarbij het waarschijnlijk gaat om een laat product uit dit atelier.

## Geschiedenis
Op grond van een inscriptie op de achterkant van het kruis, kan worden aangenomen dat het borstkruis in Trier is vervaardigd. De in de inscriptie genoemde Felix en Paulinus waren beiden vierde-eeuwse bisschoppen van Trier en de eveneens genoemde paus Cornelius komt ook voor op een ander kunstvoorwerp uit het Egbert-atelier, de zogenaamde Petrusstaf in de dom van Limburg. De Sint-Servaasabdij (later Sint-Servaaskapittel) was aan het eind van de tiende eeuw, begin elfde eeuw in bezit van de dom van Trier. Wellicht was Egbert van Trier voogd van de Sint-Servaaskerk. Op grond hiervan werd voorheen aangenomen dat het kruis vóór 993, Egbert's sterfjaar, moest zijn ontstaan.
Tegenwoordig wordt meestal aangenomen dat het borstkruis in het tweede kwart van de elfde eeuw is ontstaan, waarschijnlijk in opdracht van Hendrik III, die een groot Servaas-vereerder was. Het is niet onwaarschijnlijk dat Hendrik het kruis geschonken heeft bij de inwijding van de door proost Geldulfus gebouwde kerk op 12 augustus 1039, of bij de "Festkrönung" enkele dagen later. In elk geval vanaf de zestiende eeuw – en waarschijnlijk al eerder – werd het kruis beschouwd als het borstkruis (pectorale) van Sint-Servaas. Het is mogelijk dat een ouder borstkruisje, dat volgens sommige bronnen op het dode lichaam van Sint-Servaas werd gevonden, aanvankelijk op het latere kruis gemonteerd was, dat daarna de naam van het oorspronkelijke borstkruis ging dragen. Na een wonderbaarlijke genezing die aan dit kruis werd toegeschreven, werd omstreeks 1465 aan de noordzijde van de apsis een gotische kapel gebouwd. In deze Koningskapel, gesponsord door de Franse koningen Karel VII en Lodewijk XI, werd het borstkruis regelmatig ter verering uitgestald.
In de Franse Tijd werd het Sint-Servaaskapittel, samen met alle andere geestelijke instellingen, opgeheven. De kerk en al haar bezittingen werden door de Franse overheid geconfisqueerd. Een deel van de kerkschat werd door de kanunniken verborgen. Het borstkruis werd aan de kanunnik Godefridus Cruts in bewaring gegeven. Na het herstel van de kerkelijke functie in 1804 – nu als parochiekerk – werd het kostbare voorwerp door de weduwe Sophia Caters-Cruts teruggegeven.
Het kruis werd in 1906 gerestaureerd door de Akense goudsmid Bernard Witte. Hierbij werden 34 nieuwe (half-)edelstenen geplaatst in de, op twee na, lege vattingen. Witte maakte tevens, waarschijnlijk op verzoek van Victor de Stuers, een gipsafgietsel van het kruis, dat werd opgenomen in de collectie van het Rijksmuseum Amsterdam. In 1964 werd het kruis opnieuw gerestaureerd door E. Treskow en F. Deutsch uit Keulen.

## Beschrijving
Het kruis is 16,2 cm hoog en 11,2 cm breed. Het bestaat uit een houten kern, die aan de voorkant met dunne goudplaat is beslagen, aan de achterkant met zilverplaat. Op de voorkant is een corpus van ivoor bevestigd. De voorzijde is verder versierd met goudfiligraan, edelstenen, een antieke gem en emaillen plaatjes. Volgens Koldeweij zou het ivoren corpus, waarvan de voeten ontbreken, een werkstuk kunnen zijn van de zogenaamde Echternach-Meister (Trier, ca. 1020-1040). Aan de bovenkant van het kruis en aan de uiteinden van de armen van het corpus bevinden zich grotere edelstenen. De antieke gem met een afbeelding van een soldaat, waarschijnlijk Romeins, uit de eerste of tweede eeuw voor Christus, bevindt zich onder het lege veld waar eens de voeten van het corpus zaten. Een T-vormig gouden plaatje geeft wellicht de plaats aan waar oorspronkelijk het oudere borstkruisje van Sint-Servaas gemonteerd was.
De dertien emaillen plaatjes zijn vervaardigd in email cloisonné techniek. De plaatjes zijn alle rechthoekig, maar van verschillende lengte en zijn versierd met bloemen met vier bloemblaadjes; zes plaatjes hebben drie bloemen, vier hebben er twee en drie slechts anderhalf. De bloemblaadjes wijzen niet altijd in dezelfde richting. De achtergrond van de emaille plaatjes is transparant, afwisselend blauw en groen; alleen op de rechterarm van het kruis bevinden zich twee blauwe plaatjes naast elkaar. De kleuren van de bloemblaadjes zijn ondoorzichtig, soms geel, soms wit en soms turquoise. Technisch gezien zijn de emailles vrij eenvoudig te noemen, de gouden randjes zijn dik, de bloemblaadjes ongelijkmatig van grootte en asymmetrisch gerangschikt. De kleuren, vooral het wit en het geel, zijn deels onzuiver.
Op de achterkant van het kruis is de volgende tekst in de zilverbeplating ingegraveerd: + SUB HA/C CRUCE CONTI/NENTUR RELI/QUIE/ DE LIGNO D(OMI)NI/ DE SEPULCHRO D(OMI)NI DE/.../...A S(ANCTI) LAURENTII S(ANCTI) FELICIS EP(ISCOP)I/S(ANCTI) PAULINIEP(ISCOP)I [S](ANCTI) COR/NELII PAPE S(AN)C(T)I/PAULINI DIA(CONI).
In 1906 werd het kruis voor het eerst opengemaakt en de sinds de elfde eeuw ongeschonden inhoud onderzocht. Het kruis bevatte drie sterk samengeperste pakketjes, gewikkeld in stukjes antieke oosterse stof. Daarin bevonden zich relieken en strookjes perkament met daarop een beschrijving van de relikwie. Deze beschrijving komt overeen met de tekst op de achterkant van het kruis. De belangrijkste reliek is een stukje van het Heilig Kruis.

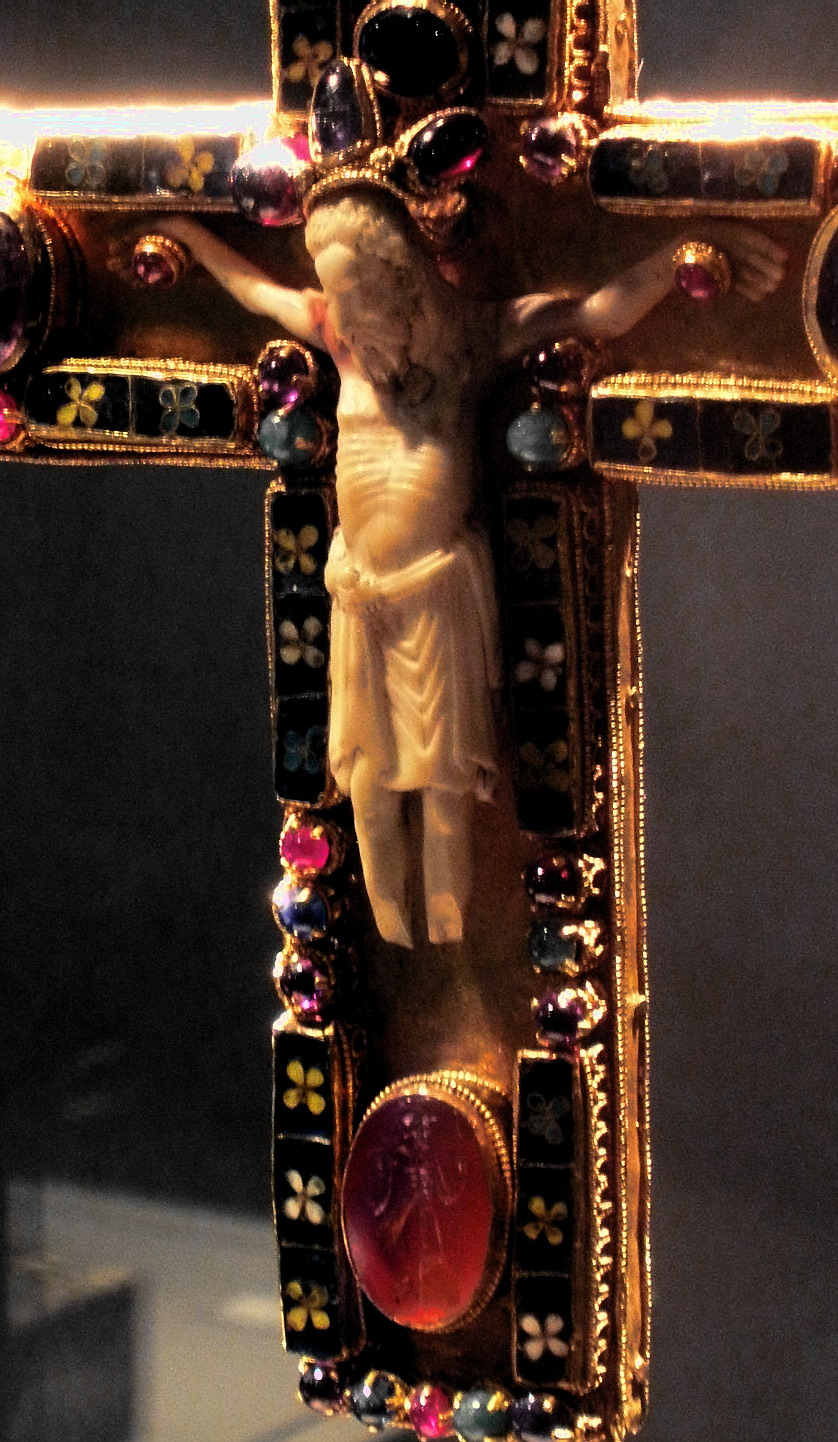
Detail ivoren corpus
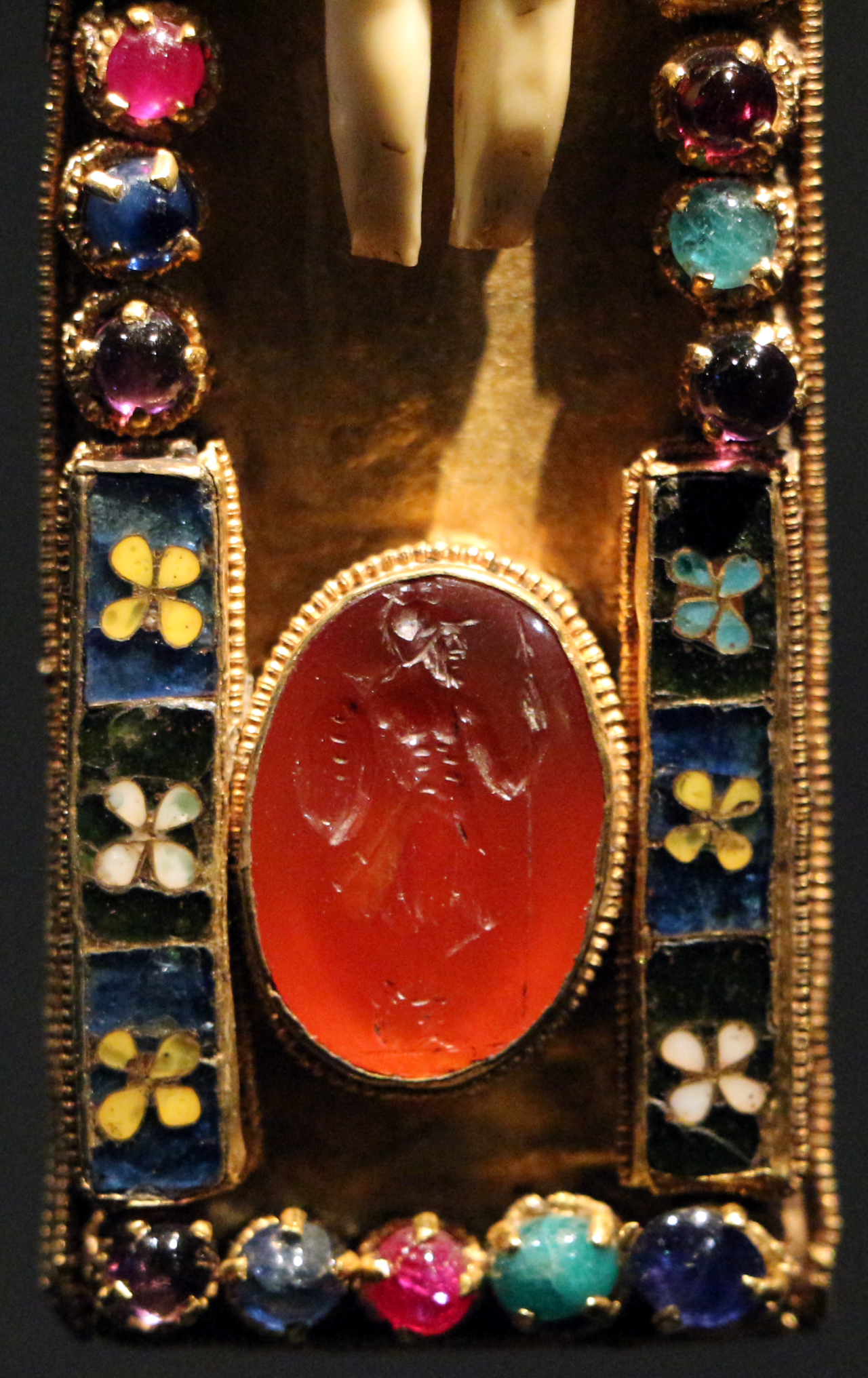
Detail gesneden gem
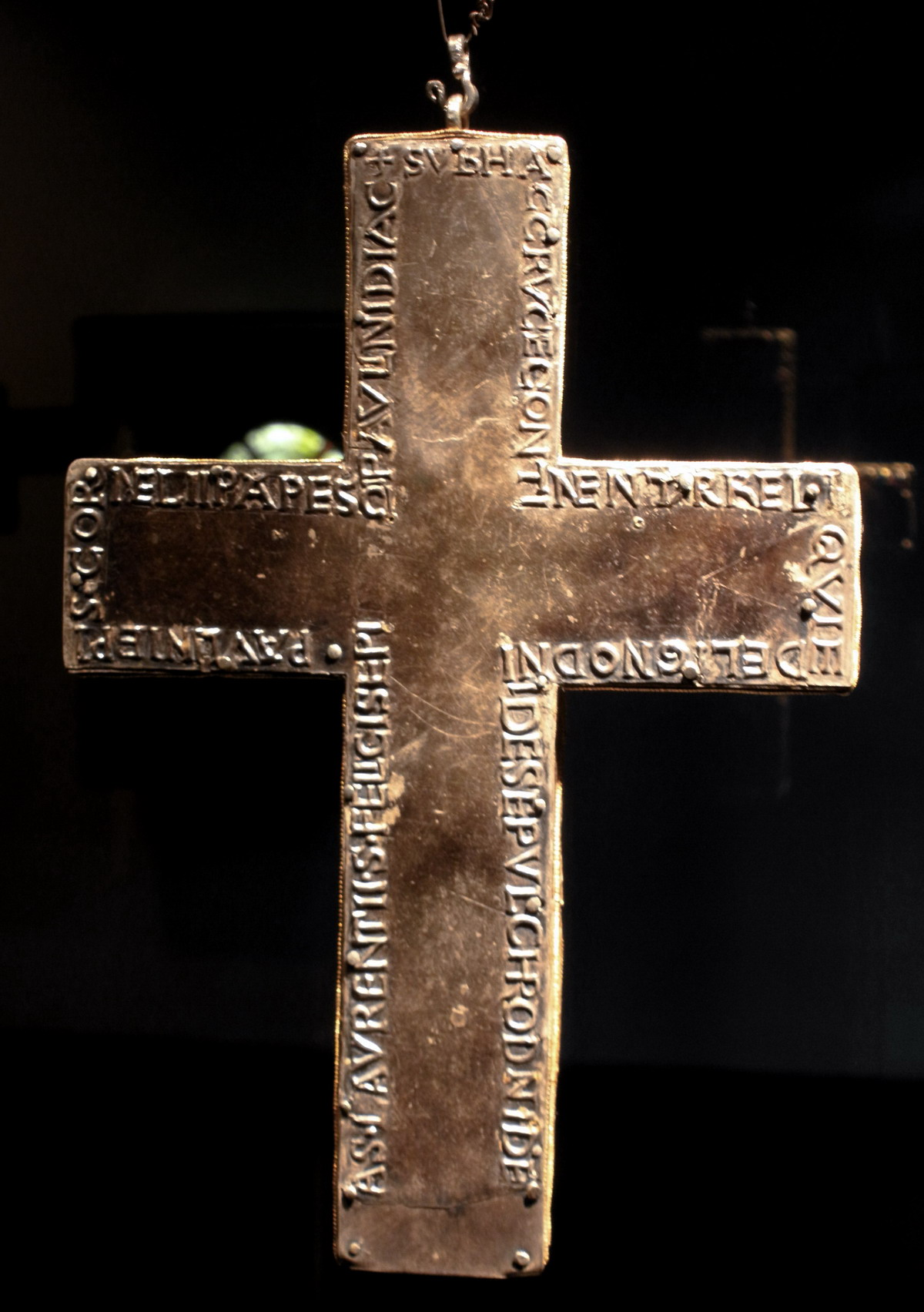
Achterkant met tekst
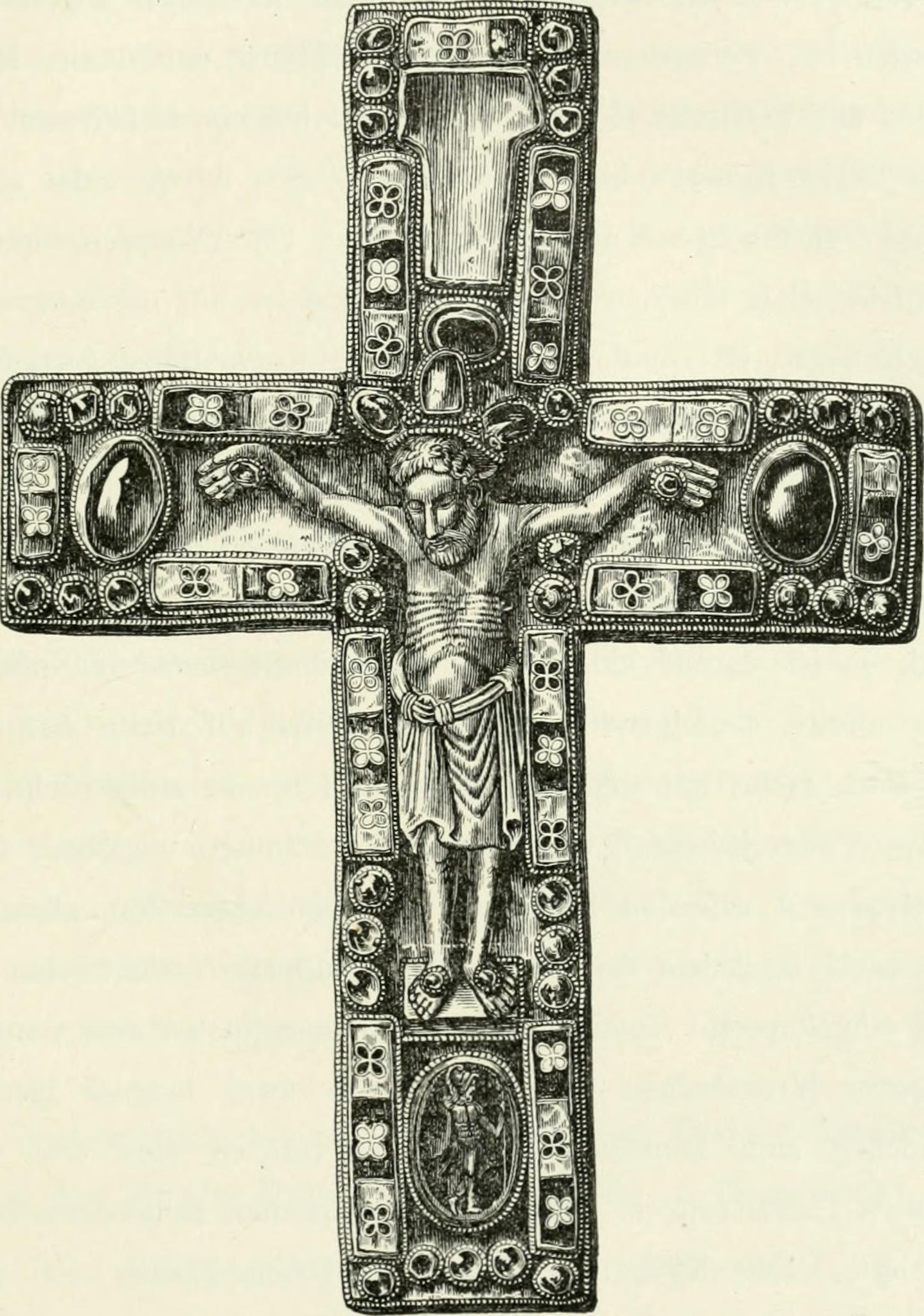
Houtgravure Bock & Willemsen, 1872
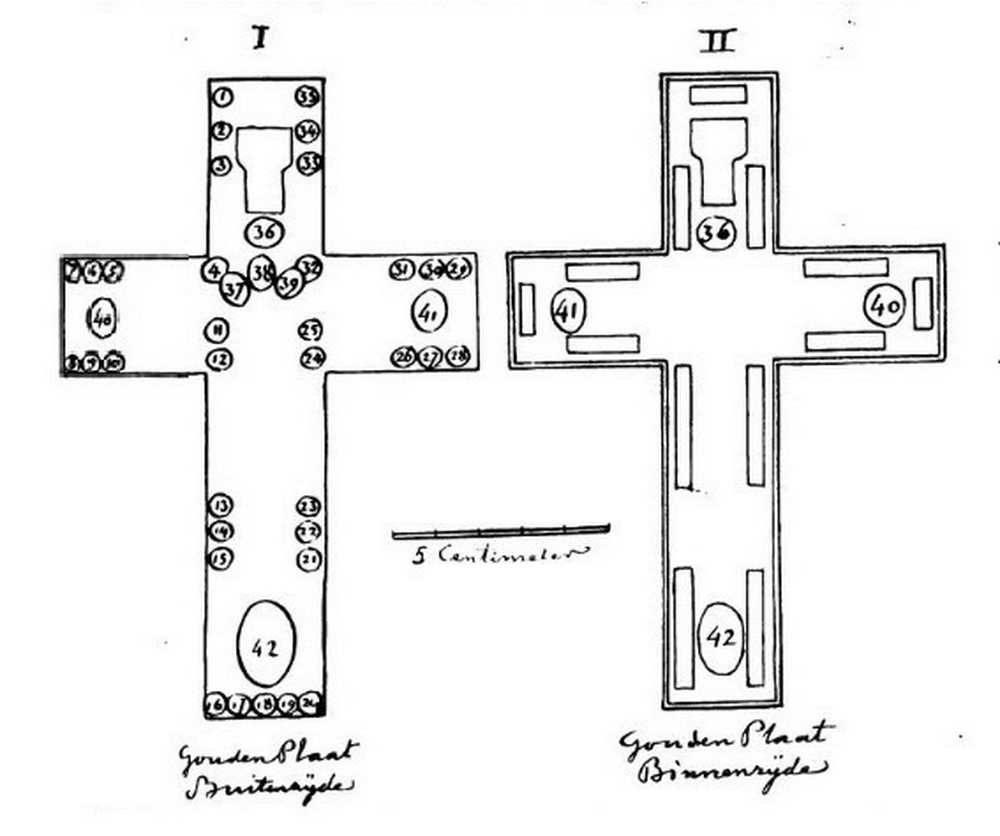
Tekening Victor de Stuers, 1907
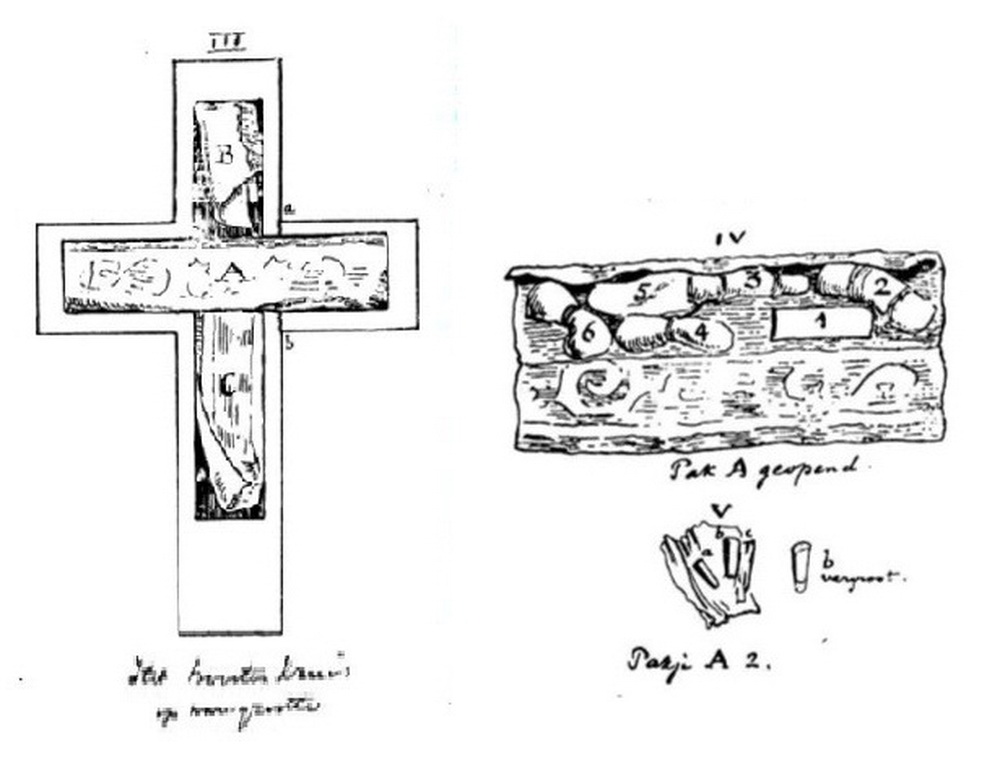
Idem, detail inhoud

## Kunsthistorische betekenis
Het borstkruis van Sint-Servaas behoort tot de topstukken in de schatkamer van de Sint-Servaasbasiliek. Franz Bock en Michaël Willemsen waren in 1872 de eersten die een gedegen beschrijving van het kunstvoorwerp publiceerden, vergezeld van een gedetailleerde houtsnede (zie afbeelding hierboven). Bock en Willemsen dateerden het voorwerp in het begin of midden van de tiende eeuw en vergeleken het met het borstkruis van koning Berengarius I in de dom van Monza, het Karolingische borstkruis in de kathedraal van Doornik, en de kruisvormige pendanten van de Visigotische kroon uit de Schat van Guarrazar (thans deels in het Musée national du Moyen Âge in Parijs, deels in het Nationaal Archeologisch Museum van Madrid). Hun vermoeden dat de relieken inmiddels uit het kruis verwijderd waren, bleek in 1906 ongegrond. In dat jaar was jhr. Victor de Stuers aanwezig bij de opening van het borstkruis door de Akense, pauselijk goedgekeurde goudsmid Berhard Witte. In 1907 verscheen een artikel van De Stuers, dat vooral de inhoud van het kruis belichtte. In 1985 verscheen een uitgebreide studie van de zogenaamde 'Servatiana', waartoe het borstkruis behoort, van de hand van de Maastrichtse kunsthistoricus A.M. Koldeweij.
De toeschrijving aan het Egbert-atelier is omstreden. In vergelijking met andere producten uit dit hoogstaande atelier (onder andere de Petrusstaf, het Otto-Mathildekruis en de emailles van de Codex aureus Epternacensis) is het van mindere kwaliteit. Hierdoor werd het kruis aanvankelijk als een vroeg werk, thans als een laat werk uit het Trierse atelier gezien. Volgens Sybille Eckenfels-Kunst zou het kunnen gaan om een verzamelstuk voor hergebruikte delen. Vooral de gehalveerde bloemen op sommige emaille plaatjes zou in die richting wijzen. Koldeweij is van mening dat het kruis een product is van het Trierse atelier, toen dit al enige tijd over zijn hoogtepunt was.